# Premnoplex brunnescens
El subepalo moteado (en Costa Rica, Panamá y Ecuador) (Premnoplex brunnescens), también denominado corretroncos barranquero (en Colombia), fafao punteado (en Venezuela), cola-púa moteada (en Perú) o pijuí manchado, es una especie de ave paseriforme de la familia Furnariidae propia de las montañas de América del Sur y Central. 

## Distribución y hábitat
Se distribuye  por las montañas de América Central, desde Costa Rica y Panamá, por la montañas del norte de Colombia y Venezuela, y a lo largo de los Andes,  desde el oeste de Venezuela, por Colombia, Ecuador, Perú, hasta el centro de Bolivia.
Esta especie es considerada bastante común en su hábitat natural, el sotobosque de bosques húmedos tropicales de montaña y de piedemonte, principalmente en altitudes entre 900 y 2500 m.

## Sistemática

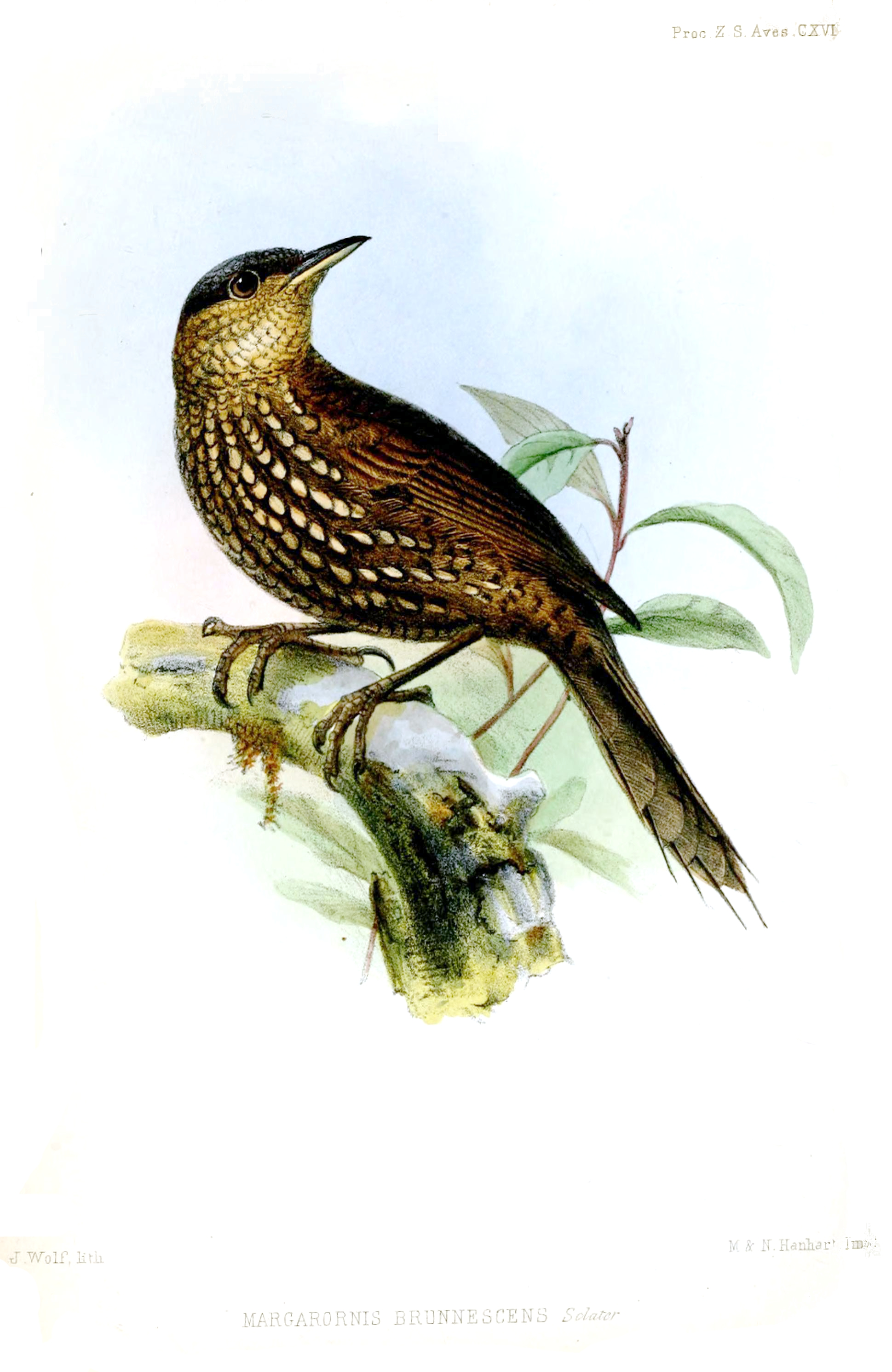
Margarornis brunnescens = Premoplex brunnescens, ilustración de Joseph Wolf en Proceedings of the Zoological Society of London, 1856.

### Descripción original
La especie P. brunnescens fue descrita por primera vez por el zoólogo británico Philip Lutley Sclater en 1856 bajo el nombre científico Margarornis brunnescens; su localidad tipo es: «Bogotá».

### Etimología
El nombre genérico masculino «Premnoplex» deriva del griego «premnom»: tronco de árbol, y «plēssō»: golpear, significando «que golpea los troncos de los árboles»; y el nombre de la especie «brunnescens», proviene del latín moderno: algo pardo, parduzco.

### Taxonomía
La especie Premnoplex tatei ya fue considerada una subespecie de la presente pero ambas difieren en el hábitat, el comportamiento y la vocalización, y están genéticamente bien separadas.
Un estudio reciente encontró una significativa diferencia genética entre todas las subespecies actualmente listadas –por Aves del Mundo (HBW)–, sugiriendo que todas ellas (incluyendo la población del centro de Perú) podrían merecer el tratamiento como especies separadas. Las poblaciones de Trujillo y Barinas (Venezuela) son colocadas tentativamente en la nominal, pendientes de más estudios. Las subespecies propuestas de Panamá albescens (este de Darién) y mnionophilus (Cerro Campana) son consideradas indistinguibles de la nominal, y la subespecie distinctus (Veraguas) indistinguible de brunneicauda.

### Subespecies
Según la clasificación del Congreso Ornitológico Internacional (IOC)  se reconocen seis subespecies, con su correspondiente distribución geográfica:
- Premnoplex brunnescens brunneicauda (Lawrence, 1865) – montañas de Costa Rica y oeste de Panamá (al este hasta Veraguas).
- Premnoplex brunnescens albescens Griscom, 1927 – extremo este de Panamá (este de Darién).
- Premnoplex brunnescens brunnescens (P.L. Sclater, 1856) – noroeste de Colombia, Serranía del Perijá, y Andes del oeste de Venezuela (Trujillo, Barinas, Mérida, Táchira) hacia el sur (en las tres cordilleras de Colombia, también en la sierra de la Macarena, en el sur de Meta) hasta Ecuador y Perú (hasta Cuzco).
- Premnoplex brunnescens coloratus Bangs, 1902 – Sierra Nevada de Santa Marta en el norte de Colombia.
- Premnoplex brunnescens rostratus Hellmayr & Seilern, 1912 – cordillera de la Costa del norte de Venezuela (Lara hacia el este hasta Miranda y Aragua).
- Premnoplex brunnescens stictonotus (Berlepsch, 1901) – Andes desde el sur de Perú (Puno) al sur hasta el centro y oeste de Bolivia (hasta Cochabamba).

La clasificación Clements Checklist v.2018, lista ocho subespecies, incluyendo mnionophilus y distinctus comentadas más arriba.